# Drapetis dingaani
Drapetis dingaani är en tvåvingeart som beskrevs av Smith 1969. Drapetis dingaani ingår i släktet Drapetis och familjen puckeldansflugor. Inga underarter finns listade i Catalogue of Life.